# Plavecký stadion Podolí
Plavecký stadion Podolí je velké pražské sportovní a rekreační zařízení někdejší organizace ČSTV v Praze 4-Podolí. Nachází se při pravém břehu řeky Vltavy v pražské čtvrti Podolí v bývalém Podolském lomu, bezprostředně pod Podolským profilem Kavčích hor, nedaleko od Podolské vodárny u Veslařského ostrova v jižní části hlavního města Prahy. Areál je od 10. prosince 2020 památkově chráněn.

## Popis

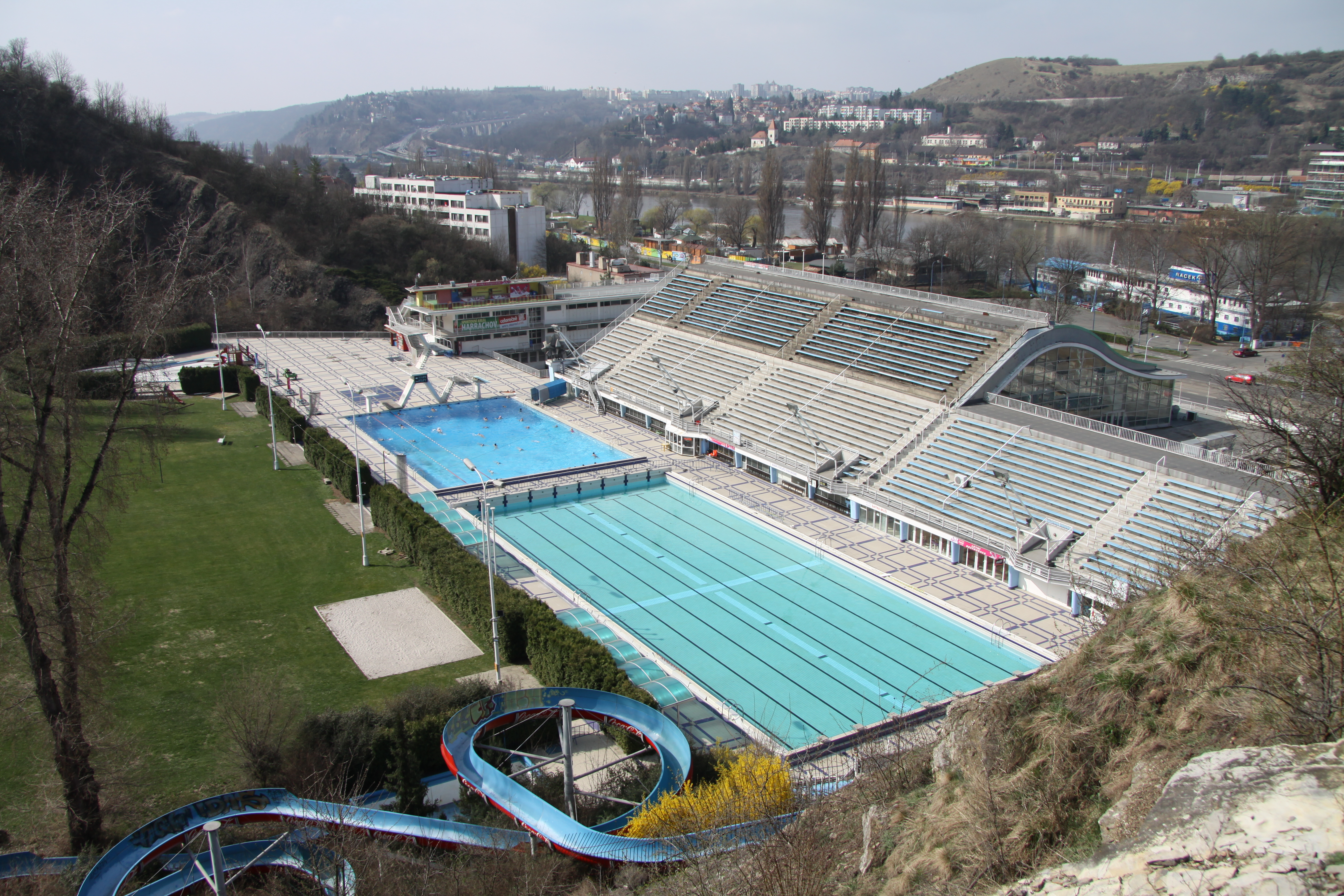
Celkový pohled na areál stadionu z Podolského profilu

Jedná se o velké centrum plaveckých sportů, které zahrnuje krytý bazén 50 metrů se skokanskou věží a dva venkovní bazény, z toho jeden 50 metrů dlouhý, druhý se skokanskou věží 33 metrů dlouhý. Nachází se zde i velký tobogán, relaxační bazén s tryskami a vodním hřibem, dětské brouzdaliště, sauny, solária, fitness apod.
Oba padesátimetrové bazény mají osm plaveckých drah a rozměrově by vyhovovaly možnosti pořádat zde olympijské hry. Praha totiž tehdy pomýšlela kandidovat jako pořadatelské město olympijských her v roce 1980. Menší venkovní bazén je určen pro vodní pólo. Teplota v bazénech nikdy neklesá pod 26 stupňů Celsia, za den se voda v bazénu o objemu 2,5 tisíce kubíků vymění až pětkrát, vypouští se jednou ročně. Budova u venkovních bazénů slouží jako tribuna pro 5000 sedících.
Od poloviny 80. let je plavecký areál spojen potrubím s areálem České televize na Kavčích horách, kde vodu z Podolí využívají k chlazení televizních technologií a teplou vodu vracejí do Podolí na ohřívání bazénů.

## Historie
Stavba začala na podzim 1959 v bývalém Podolském vápencovém lomu s cementárnou, který po ukončení těžby vápence sloužil jakožto provizorní skládka popela a stavebního odpadu, v jeho areálu se nachází přírodní památka Podolský profil. Autorem stavby byl český architekt Richard Podzemný, kterému se do malého areálu podařilo vměstnat bazény díky tomu, že střechu krytého bazénu zároveň využil jako tribunu pro venkovní bazén. 
Stavba přišla na 48 milionů korun a areál byl pro veřejnost otevřen 24. června 1965.
Roku 1991 si v bazénu zaplavala například i britská princezna Diana.
Na stadionu je pravidelně pořádáno letní Mistrovství republiky v plavání. V roce 1997 se zde konalo Mistrovství Evropy Masters v plavání (European Masters Swimming Championships). V roce 2009 stadion hostil Mistrovství Evropy juniorů v plavání. 
V současnosti navštěvuje areál průměrně asi 2500 návštěvníků denně, tedy zhruba milion za rok. Nejvíce lidí přišlo v roce 1973, okolo 2,3 milionu návštěvníků za rok. Dětský bazén prošel roku 2019 rekonstrukcí a nyní má hloubku vody 0,01–0,8 m.

## Galerie

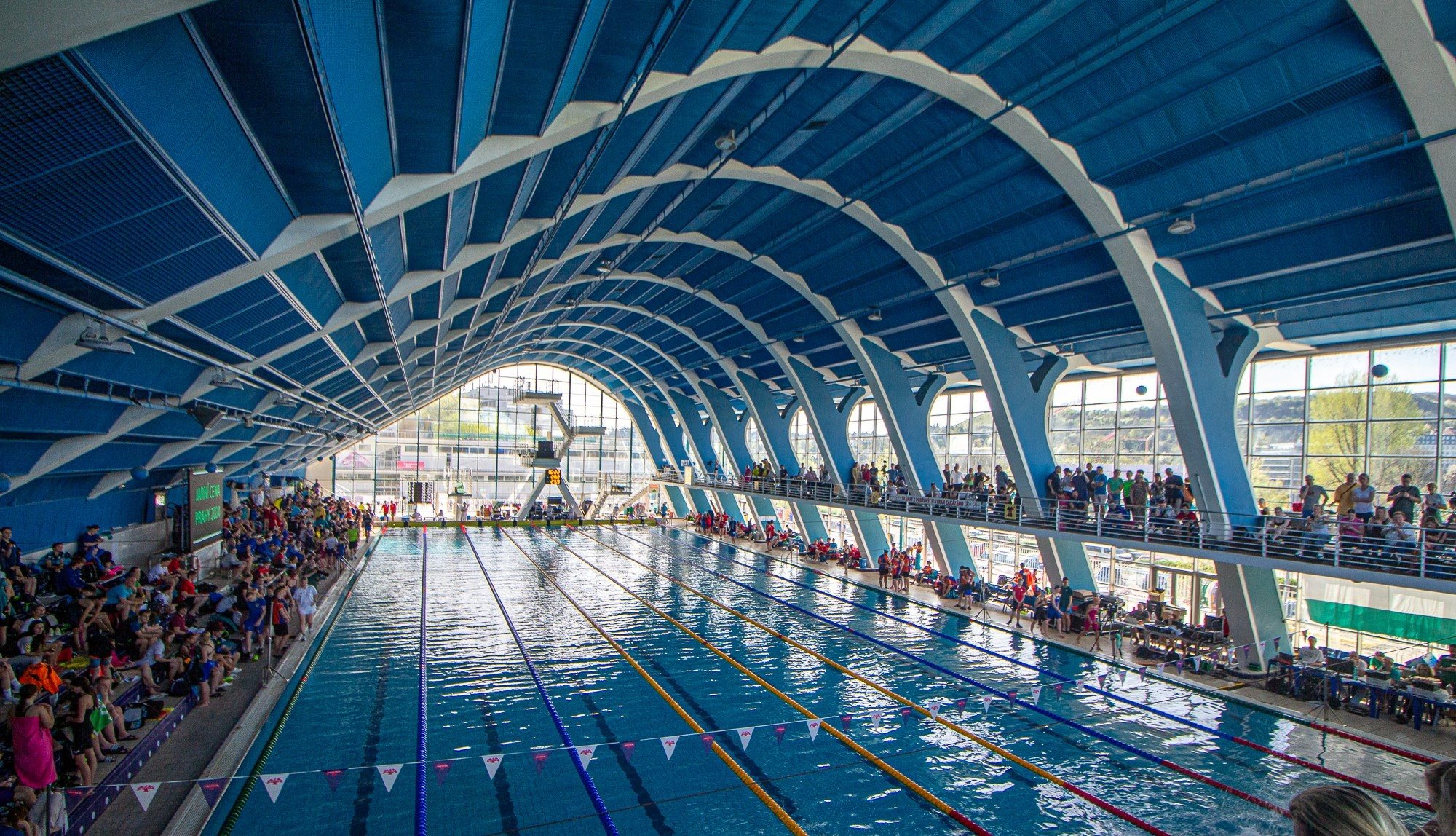
Interiér stadionu
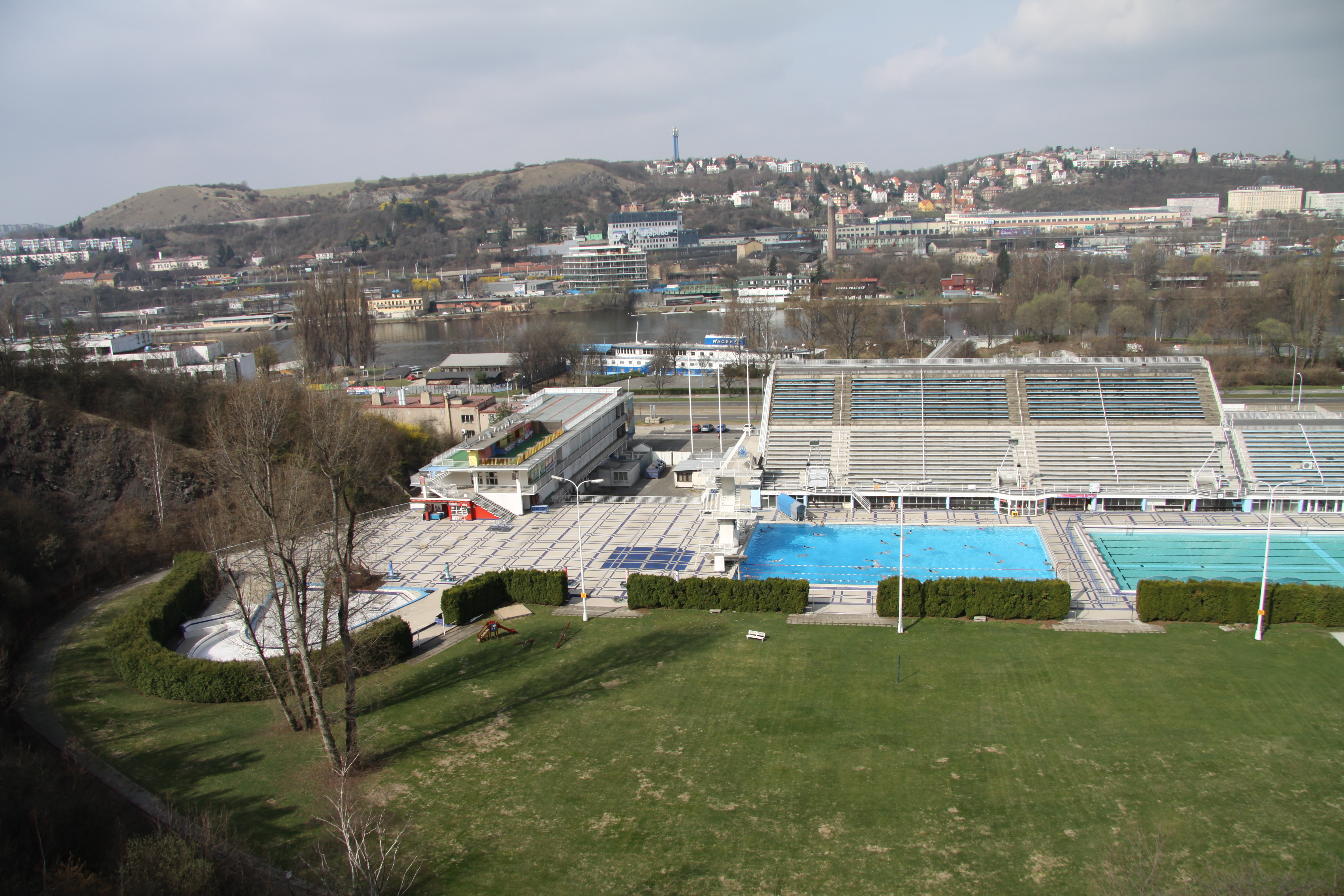
Část s dětským bazénem a skokanskou věží
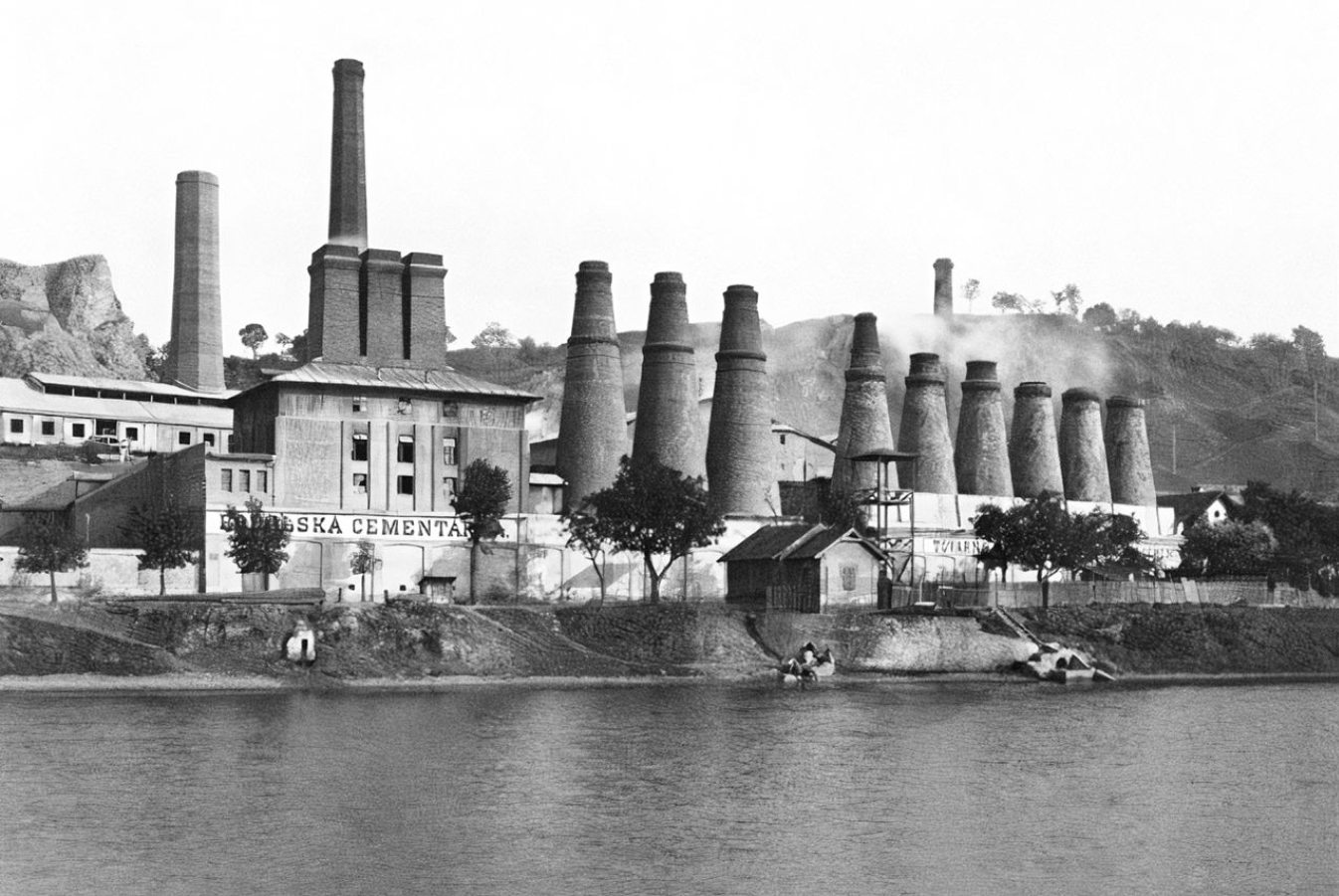
Podolská cementárna kolem roku 1920, na jejím místě se dnes nachází stadion
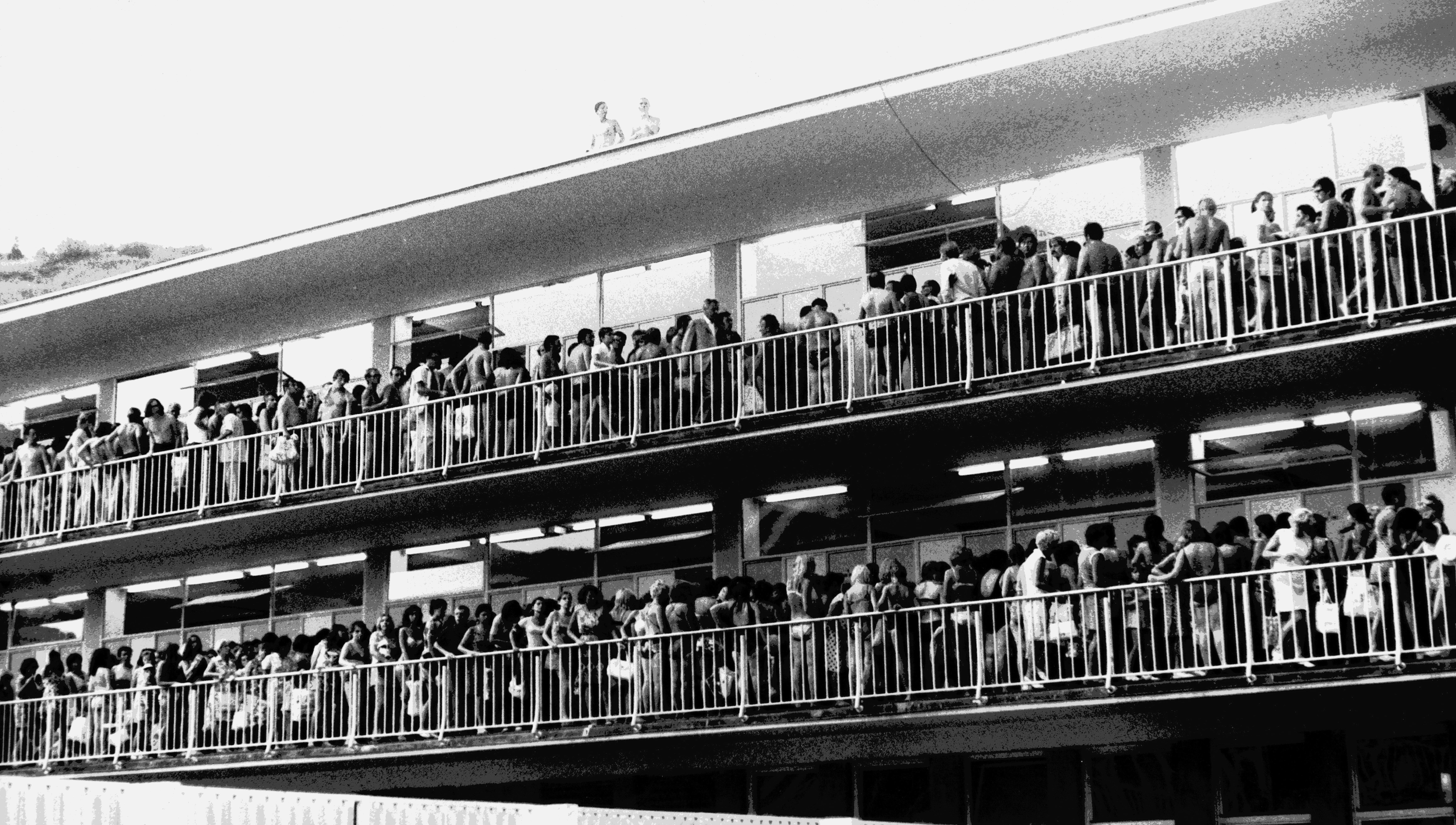
Zaplněný ochoz letních šaten před bouřkou (80. léta)
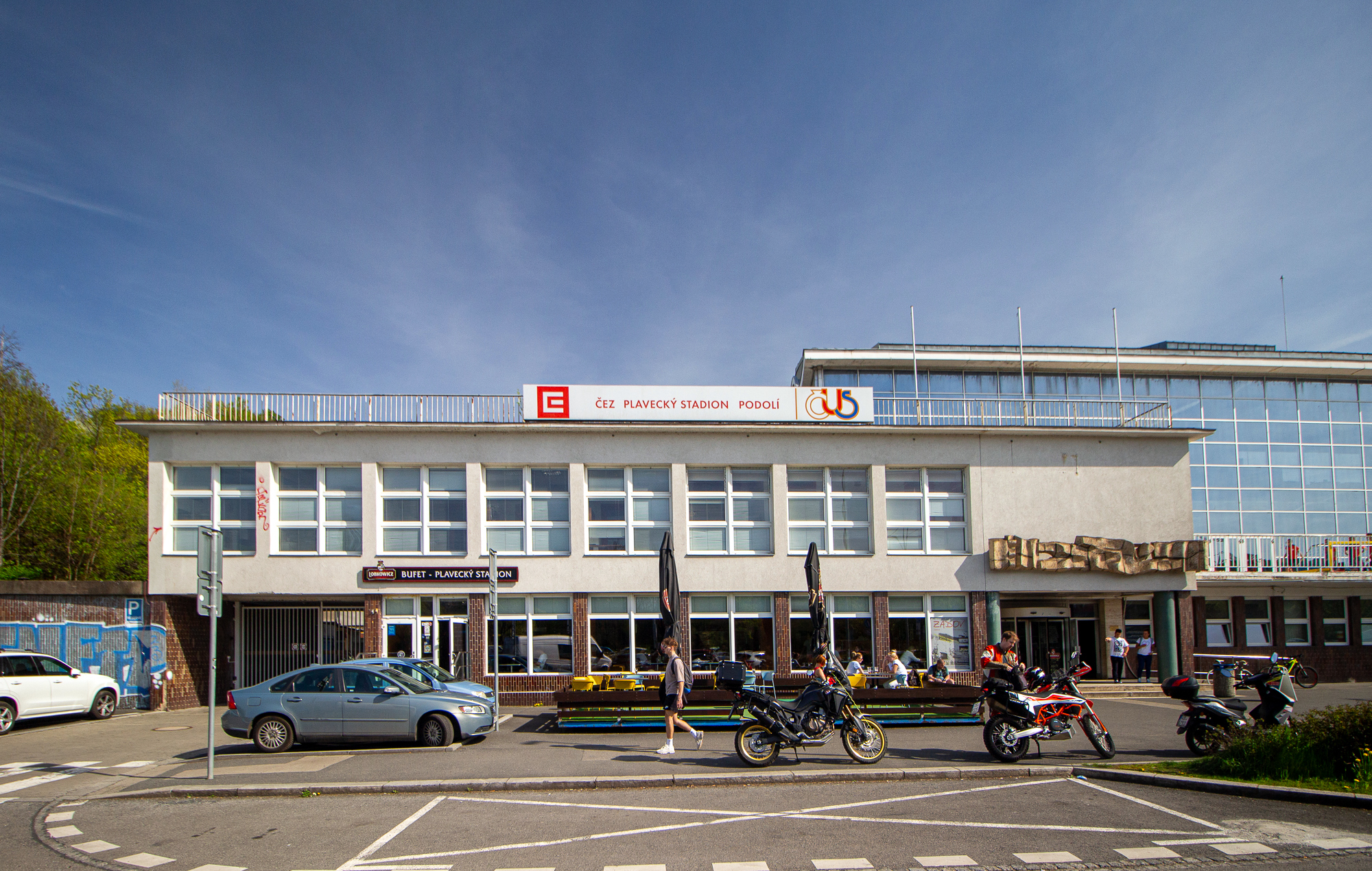
Vstup do zimních šaten stadionu
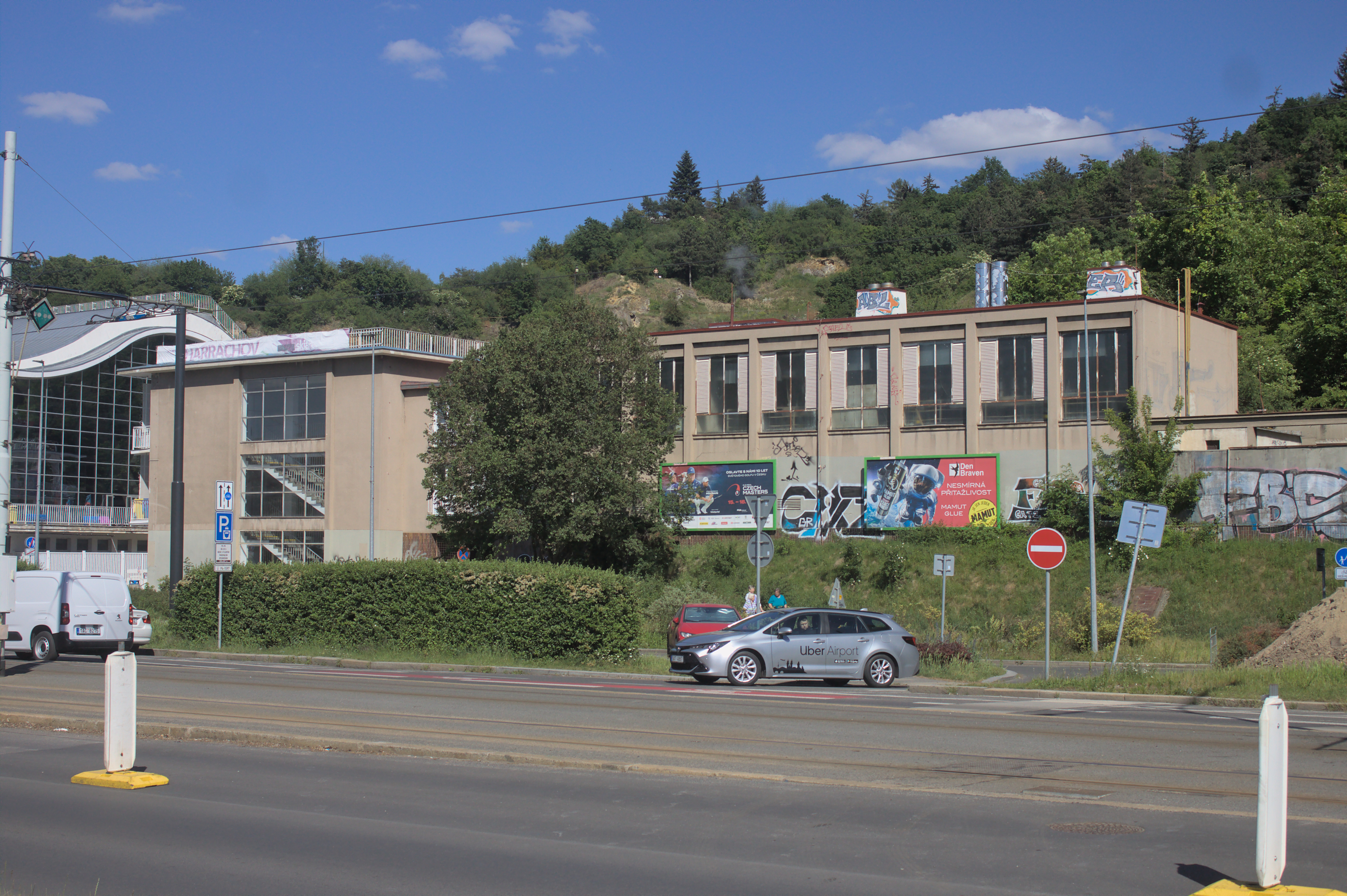
Vstup do letních šaten stadionu
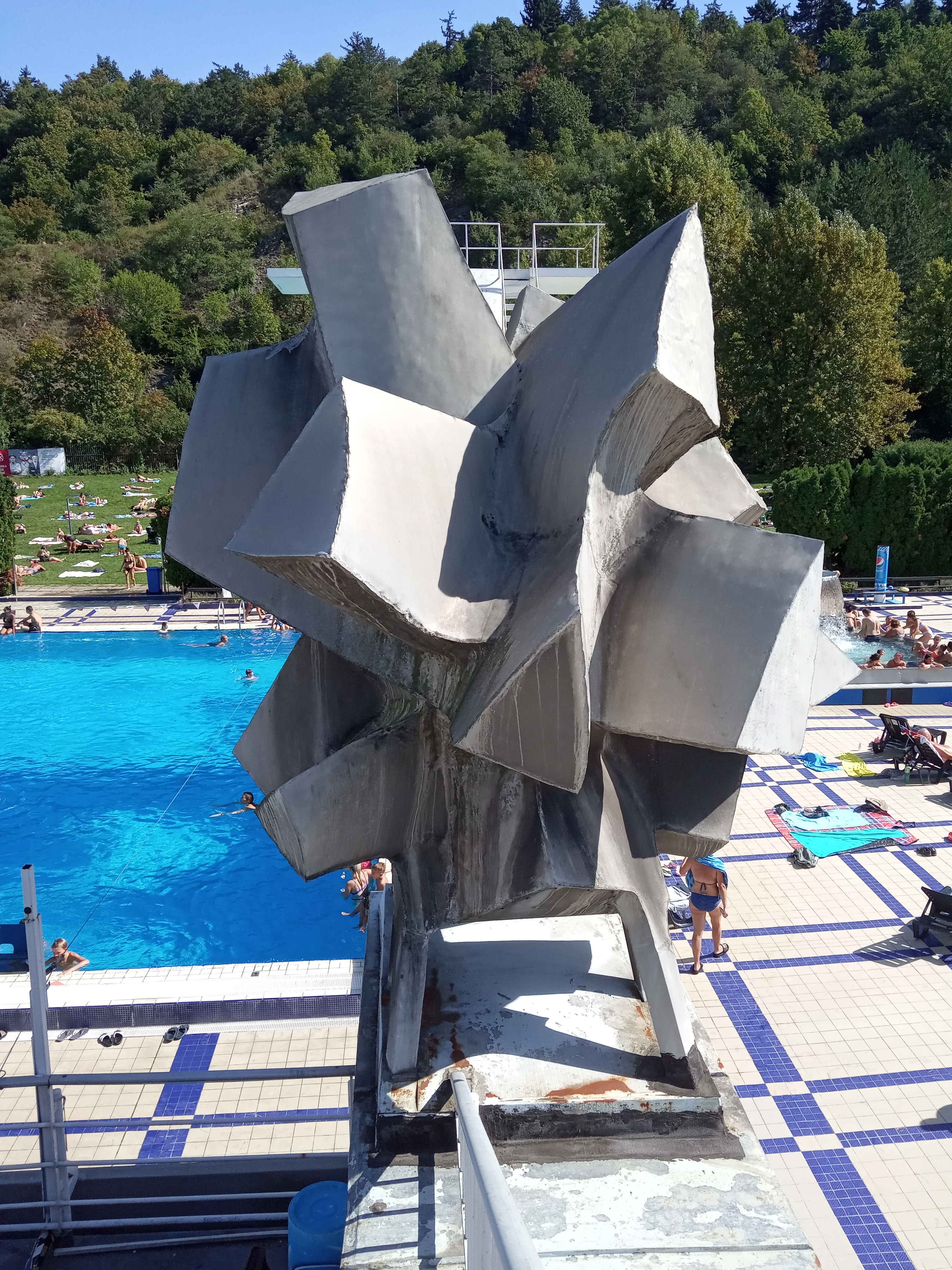
Socha Slunce z postříbřeného betonu (1965, Vladimír Janoušek)
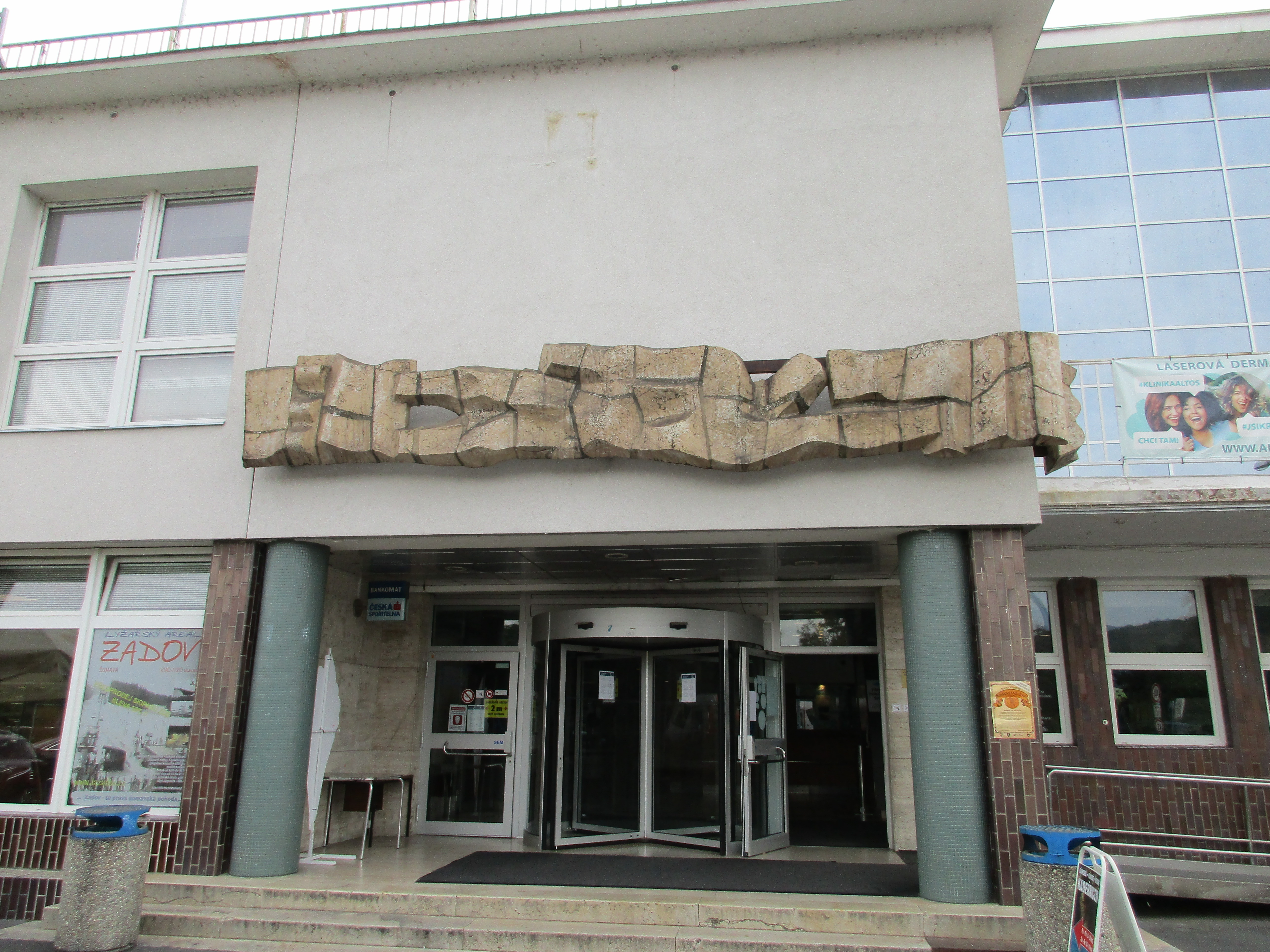
Reliéf Plavec z travertinu (1965, Miloslav Chlupáč)